# تارا براون
تارا براون (بالإنجليزية: Tara Brown)‏ هي مقدمة تلفزيونية وصحفية أسترالية، ولدت في 14 مارس 1968 في سيدني في أستراليا.